# Uwe Messerschmidt
Uwe Messerschmidt (Schwäbisch Gmünd, 22 de enero de 1962) es un deportista alemán que compitió para la RFA en ciclismo en las modalidades de pista, especialista en la prueba de puntuación, y ruta.
Participó en dos Juegos Olímpicos de Verano, obteniendo la medalla de plata en Los Ángeles 1984, en la prueba de puntuación, y el sexto lugar en Seúl 1988, en la misma disciplina.
Ganó una medalla de plata en el Campeonato Mundial de Ciclismo en Pista de 1987, en la carrera por puntos.

## Medallero internacional
| Juegos Olímpicos   | Juegos Olímpicos             | Juegos Olímpicos | Juegos Olímpicos |
| Año                | Lugar                        | Medalla          | Competición      |
| ------------------ | ---------------------------- | ---------------- | ---------------- |
| 1984               | Los Ángeles (Estados Unidos) | Medalla de plata | Puntuación       |
| Campeonato Mundial |                              |                  |                  |
| Año                | Lugar                        | Medalla          | Competición      |
| 1987               | Viena (Austria)              | Medalla de plata | Puntuación (A)   |

## Palmarés en pista
- 1980
  - Campeón del mundo júnior en Puntuación
- 1984
  - Medalla de plata a los Juegos Olímpicos de Los Ángeles en Puntuación
- 1987
  - Campeón de Alemania amateur en Madison 
  - Campeón de Alemania amateur en Persecución por equipos
- 1988
  - Campeón de Alemania amateur en Madison
- 1989
  - Campeón de Alemania amateur en Madison
- 1990
  - Campeón de Alemania amateur en Madison 
  - Campeón de Alemania amateur en Persecución por equipos
- 1991
  - Campeón de Alemania amateur en Persecución por equipos
- 1995
  - Campeón de Alemania en Madison
- 1996
  - Campeón de Alemania en Madison

### Resultados a laCopa del Mundo
- 1995
  - 1.º en Cottbus, en Madison

## Palmarés en ruta
- 1983
  - 1.º en la Stuttgart–Estrasburgo
- 1987
  - 1.º en la Vuelta a Düren
  - Vencedor de una etapa a la Vuelta a la Baja Sajonia
- 1990
  - Vencedor de una etapa a la Vuelta a la Baja Sajonia